# Hjalmar i hatten
Hjalmar i hatten är en revy av Peter Flack, Sture Nilsson och Sven Olov Stalfelt. Föreställningen spelades på Hjalmar Bergman-teatern i Örebro 1985.

## Medverkande
- Anna Sundqvist
- Peter Flack
- Björn Sundberg
- Marie Kühler
- Britt Dahlén
- Maud Johansson
- Åke Forsberg
- Dan Johansson
- Henrik Malmesgård
- Curt Skanebo

## Akt 1
1. Ouvertyr (revyorkestern)
2. A razz a ma tazz (Peter med dansarna)
3. Lekstugan (Alla)
4. Har ni hört om Anna Sundqvist (Anna)
5. Slutförhandlingen (Peter och Björn)
6. Rödluvan (dansarna)
7. Lyssnarnas fredag (Peter och Henrik)
8. Viktis och sviktis (Anna med dansarna)
9. Scenarbetarna (Peter och Björn)
10. Snabbe Johannes (Anna med dansarna)
11. Spelmansstämman (Alla)

## Akt 2
1. Nattklubben (Anna, dansarna, Curt, Björn och Henrik)
2. Besök från Viby (Peter)
3. Los tros Ukrainos (Curt, Åke och Dan)
4. Hej jag heter Lisa (Peter)
5. Balladen om Jimmy (Anna)
6. Lösa förbindelser (Alla)
7. Hattar (Anna, Peter)
8. En kväll i parken (dansarna)
9. Svindlande cirkus (Anna, Peter och Björn)
10. Rör inte min kompis (Britt med dansarna)
11. Tonåringen (Peter, Marie, Åke och Björn)
12. En flicka i frack (Anna med hela ensemblen)

Hjalmar i hatten framfördes 61 gånger och sågs av ca 36.000 personer.